# Endococcus caudisporus
Endococcus caudisporus är en lavart som beskrevs av J.C. David & Etayo 1995. Endococcus caudisporus ingår i släktet Endococcus, klassen Dothideomycetes, divisionen sporsäcksvampar och riket svampar.   Inga underarter finns listade i Catalogue of Life.